# Mauzac-et-Saint-Meyme-de-Rozens
Mauzac-et-Saint-Meyme-de-Rozens est une ancienne commune française située dans le département de la Dordogne, en région Nouvelle-Aquitaine. En 1973, elle fusionne avec la commune de Grand-Castang pour former la nouvelle commune de Mauzac-et-Grand-Castang.

## Géographie
En limite orientale du Bergeracois, dans le sud du département de la Dordogne, Mauzac-et-Saint-Meyme-de-Rozens correspond à la partie méridionale de la commune de Mauzac-et-Grand-Castang.

## Histoire
Anciennes paroisses du diocèse de Périgueux, les communes de Mauzac et de Saint-Meyme-de-Rozens, créées à la Révolution française, fusionnent en 1793 sous le nom de Mauzac-et-Saint-Meyme-de-Rozens.
Le 1er janvier 1973, la commune de Mauzac-et-Saint-Meyme-de-Rozens entre en fusion-association avec celle de Grand-Castang et prend alors le nom de Mauzac-et-Grand-Castang.

## Politique et administration

### Rattachements administratifs
Dès 1793, la commune de Mauzac-et-Saint-Meyme-de-Rozens, a été rattachée au canton de Limeuil qui dépendait du district de Belvès jusqu'en 1795, date de suppression des districts. Lorsque ce canton est supprimé par la loi du 8 pluviôse an IX (28 janvier 1801)  portant sur la « réduction du nombre de justices de paix », la commune est rattachée au canton de Lalinde dépendant de l'arrondissement de Bergerac. En 1973, elle devient Mauzac-et-Grand-Castang en s'associant avec Grand-Castang.

### Liste des maires
| Période                                  | Période       | Identité      | Étiquette | Qualité |
| ---------------------------------------- | ------------- | ------------- | --------- | ------- |
| Les données manquantes sont à compléter. |               |               |           |         |
|                                          |               |               |           |         |
| mars 1971                                | décembre 1972 | André Goustat | SE        |         |

## Démographie
| 1793 | 1800 | 1806 | 1821 | 1831 | 1836 | 1841 | 1846 |
| ---- | ---- | ---- | ---- | ---- | ---- | ---- | ---- |
| 508  | 472  | 476  | 546  | 550  | 566  | 545  | 582  |

| 1851 | 1856 | 1861 | 1866 | 1872 | 1876 | 1881 | 1886 |
| ---- | ---- | ---- | ---- | ---- | ---- | ---- | ---- |
| 561  | 556  | 518  | 527  | 488  | 534  | 484  | 481  |

| 1891 | 1896 | 1901 | 1906 | 1911 | 1921 | 1926 | 1931 |
| ---- | ---- | ---- | ---- | ---- | ---- | ---- | ---- |
| 473  | 446  | 389  | 406  | 408  | 469  | 378  | 367  |

| 1936 | 1946 | 1954 | 1962 | 1968 | - | - | - |
| ---- | ---- | ---- | ---- | ---- | - | - | - |
| 379  | 790  | 701  | 705  | 653  | - | - | - |

## Personnalités liées à la commune
- André Goustat (1935-2016), maire de Mauzac-et-Saint-Meyme-de-Rozens (1971-1972)[4], puis maire de Mauzac-et-Grand-Castang (1973-2007), président (1989-1998) du parti Chasse, pêche, nature et traditions à la fondation duquel il a participé.